# Virbia xanthopleura
Virbia xanthopleura là một loài bướm đêm thuộc phân họ Arctiinae, họ Erebidae.